# Chiesa di Santo Stefano (Belluno)
La chiesa di Santo Stefano è un luogo di culto cattolico in stile gotico italiano della città di Belluno; è sede della parrocchia dei Santi Biagio e Stefano, inserita nella convergenza foraniale di Belluno.
La chiesa, progettata da Giorgio Tagliapietra da Como, fu iniziata nel 1468 a servire l'omonimo borgo che all'epoca era fuori dalle mura cittadine. La costruzione fu iniziata dai frati dell'Ordine dei Serviti.
Nel 1480 si cominciò a gettare le fondamenta del campanile e durante gli scavi, fu riportato alla luce il sarcofago romano di Caio Flavio Ostilio (oggi conservato nel cortile di Palazzo Crepadona in città) ed i resti di un acquedotto romano.

## Descrizione

### Esterno
La facciata a capanna, in pietra arenaria, ha un semplice portale di pietra con lo stemma della città di Belluno e di Girolamo Orio, che era il podestà l'anno in cui la chiesa fu terminata (1485). I battenti e la sovrastante lunetta sono di bronzo e sono opera dell'artista di Falcade Dante Moro; vennero fusi per ricordare il quinto centenario della chiesa nel 1968. Sui battenti vi sono raffigurate scene dell'Antico e del Nuovo Testamento e sulla lunetta scene della vita terrena, la famiglia, la scuola, il lavoro e la chiesa, in relazione alla vita celeste (la Trinità e i due santi protettori della parrocchia, Biagio e Stefano).
Sul fianco a sud si trova un portale gotico in pietra trasferito qui dalla soppressa chiesa bellunese di Santa Maria dei Battuti nell'anno 1892 (ora ospitante l'archivio di Stato); vi è raffigurata la Vergine che accoglie sotto il suo mantello i confratelli "battuti" ed in alto si trova il Padre Eterno e intorno i santi protettori della città di Belluno. I battenti lignei di questo portone sono di artista ignoto databile al quattrocento.

### Interno

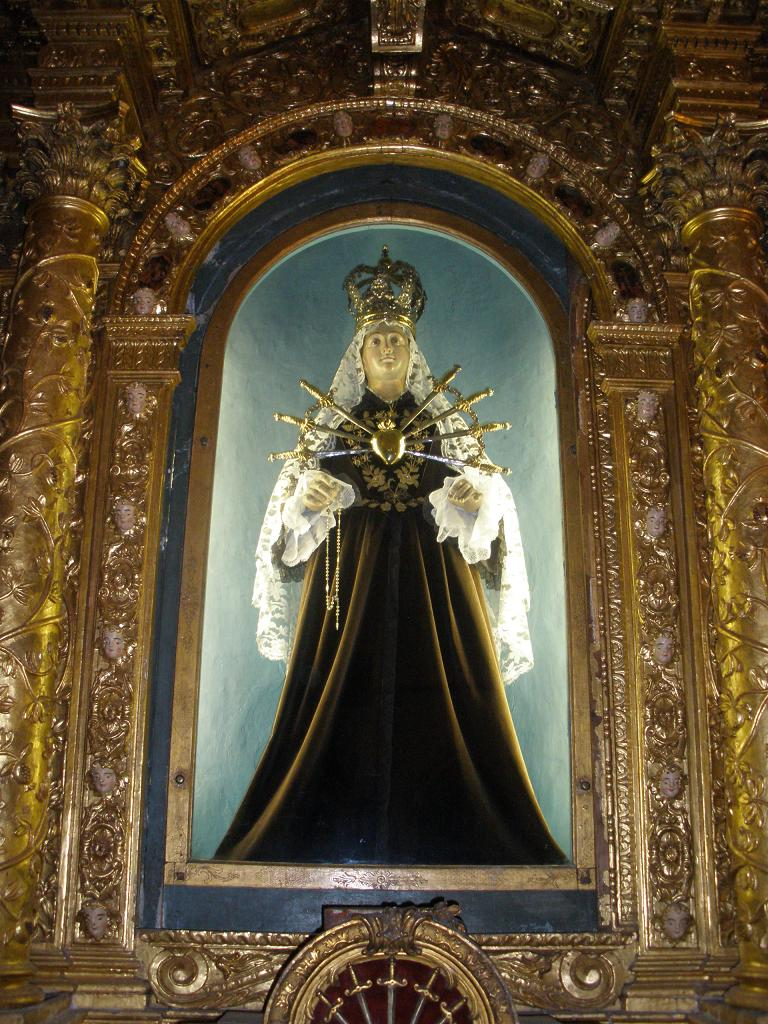
Statua seicentesca della Madonna dei sette dolori di Gianbattista Alchini

L'interno a tre navate è caratterizzato dall'alternarsi dalle pietre bianche e rosse nelle colonne, nel pulvini, negli archi trasversali e nei costoloni. Le colonne hanno diametro diverso, per scandire il ritmo delle campate; differenti l'uno dall'altro sono i capitelli di eccellente fattura.
Particolari le cappelle ricche di opere significative:
- Cappella Cesa: vi si trovano affreschi di Jacopo da Montagnana (o forse di Andrea Mantegna) e Matteo Cesa con un altare di fine Quattrocento attribuito ad Andrea Di Foro.
- Cappella dell'Addolorata: conserva un ricco ed elaborato altare ligneo a supporto della statua della Madonna dei sette dolori del 1657 di Gianbattista Alchini (molto venerata in città, a cui è dedicata una festa cittadina). Nelle pareti laterali troviamo quadri di Antonio Lazzarini, Giovanni Fossa e Antonio Bettio.

Ai lati dell'altare maggiore, due grandi angeli lignei, opera dello scultore Andrea Brustolon come il crocefisso nella navata di sinistra. Altre opere sono di Cesare Vecellio, Francesco Frigimelica, Antonio Lazzarini, Francesco Dalla Dia e Gaspare Diziani.
Il campanile in pietra, posto sul lato est della chiesa, è caratterizzato dalla presenza di un originale orologio con quadrante in pietra diviso in 24 ore secondo l'uso tedesco del XV secolo.

## Convento dei Serviti
Accanto alla chiesa sul lato nord si trovava il convento dei Serviti, che conserva un elegante chiostro del 1462, in stile gotico, di forma quadrata con arcate ogivali. Fu soppresso nel 1806 e tuttora ospita gli uffici dell'Agenzia delle entrate.

## Piazza Santo Stefano
La piazza fu costruita sul soppresso cimitero dell'omonima chiesa posta su tutto il lato nord. Circondata da palazzi di epoca varia tra Quattrocento e Settecento, è impreziosita da una fontana del Cinquecento in pietra. Sul lato est svetta, sopra una colonna, la statua del leone di San Marco, simbolo del dominio di Venezia sulla città. Fino ad alcuni decenni fa vi era esposto il sarcofago romano rinvenuto nel Quattrocento, oggi spostato a Palazzo Crepadona.